# Pretkolumbovska umjetnost
Pretkolumbovska umjetnost je umjetnička produkcija naroda srednje, južne i sjeverne Amerike prije dolaska Europljana (Kristofor Kolumbo, 1492.). U roku od samo pedeset godina nakon otkrića Amerike, Europljani su uništili dva velika Američka carstva: Asteke u Srednjoj Americi i Meksiku, te Inke na istočnoj obali Južne Amerike (Peru). Obje su bile visoke kulture s velikim gradovima, društvenim i vjerskim sustavima, te razvijenom umjetnošću i zanatima. Naravno, to su bila dva najutjecajnija naroda, ali ne i prvi. Npr. prije osvajačkog pohoda Asteka u 14. st., u srednjoj Americi su razvijene kulture imali i: Olmeci, Maya, Tolteci, Mixtec, i dr.
Način na koji je Amerika razvijala teokratsko društvo, literaturu i monumentalnu arhitekturu, u potpunoj izolaciji od ostalog svijeta govori nam u korist teorije o paralelnom razvoju čovječanstva.

## Srednja Amerika
Olmečka kultura je dobila ime po narodu Olmecima, nekoć nastanjenom u Meksiku (današnje savezne države Veracruz i Tabasco), a čiji potomci danas žive u Nikaragvi. Bila je raširena uz središnju i južnu obalu Meksičkog zaljeva (od 1500. – 475. pr. Kr.), a najznačajnije nalazište je La Venta (zato se nazova i kultura La Venta) i San Lorenzo. Smatra se najstarijom izvornom kulturom među razvijenim kulturama srednje Amerike, a utjecaj joj je sezao od područja sadašnje države Guerrero u Meksiku do Salvadora. 
Obredni prostori su bili na trgovima ili nasutim zemljanim piramidama. Osebujna kamena plastika (oltari, goleme kamene glave, ljudske figure s nadutim obrazima), figurice od žada i nefrita, božanstva s crtama jaguara, potvrđuju raslojeno društvo (vladari, svećenici, rukotvorci, seljaci i dr.). Olmečku kulturu obilježava i razvoj kalendarske znanosti i sustava pisma (hijeroglifi).
Civilizacija naroda Maya, koja je očito oslonjena na olmečku kulturu, počinje negdje 1000. pr. Kr., a potpuno je izgrađena oko 300. pr. Kr. Tada je već završen proces raslojavanja društva (knezovi, plemstvo, slobodni ljudi i robovi). Razdoblje Stare države trajalo je od 317. – 987. g. u kojoj se razvija kultura Maya koja se smatra najsjajnijom kulturom američkog kamenog doba. 
Maya su bili poljodjelci (pamuk, grah, kukuruz), imali su ideografsko majansko pismo, astronomiju, kalendar, kanale za navodnjavanje, igre s loptom, ali i visoko razvijeni umjetnički obrt. Proizvodili su višebojnu keramiku s realističnim motivima, skulpture u vapnencu i štuku, kamene stele s reljefima i natpisima, ceremonijalne kamene sjekire i dr.
U skulpturi je vladao naturalistički (groteskni) stil koji je prepoznatljiv u neprekidnim reljefnim uzorcima čudovišnih ljudi i životinjskih oblika.
Politeistički religijski sustav najbolje je sačuvan u djelima likovne umjetnosti, uporabnim predmetima i pisanim spomenicima. Bogove su častili obrednom hranom i pićem, te žrtvovanjem životinja i ljudi na posebno izgrađenim oltarima u obliku stepenastih piramida (Chichén Itzá). Na čelu hijerarhije svećenstva stajao je veliki svećenik (Ahau Can Mai). Maya su vjerovali u božansko podrijetlo kraljeva, štovali su pretke, a mrtve su pokapali.
Danas narod Maya (oko 2 milijuna) živi na Yucatánu u južnom Meksiku, Gvatemali, Hondurasu i Salvadoru.
- Rvač, olmečka skulptura u kamenu s lokacije La Venta, Meksiko
- Piramida 2. u Calakmulu, Campeche, Meksiko
- Hram zapisa iz Palenquea, Chiapas, Meksiko
- Palača u Palenqueu
- Maya stela iz Copána, Honduras

U vrijeme razvitka kulture Maya, na srednjomeksičkoj visoravni cvalo je najveće srednjoameričko gradsko središte klasičnog razdoblja (200. – 700.), Teotihuacan, koje je s populacijom od 200.000 stanovnika bio jedan od najvećih gradova na svijetu u to vrijeme. O gradu znamo vrlo malo jer njegovi graditelji nisu ostavili pisanih tragova. Divovske piramide (kao što je najveća američka piramida, Piramida sunca iz 10. st.) su još jedino što svjedoči o nekadašnjem velegradu i civilizaciji koja je izrasla iz ničega, zauzela vodeće mjesto na svom kontinentu te iščezla oko 650. god.
Najjužnija kultura Srednje Amerike je bila kultura Diquís (boruca jezik za „velike vode” ili „velika rijeka”) na jugozapadu Kostarike, koja je svoj vrhunac doživjela od 700. do 1530. godine. Megalitski spomenici poznati kao kamene kugle kulture Diquís, lokalno poznate kao Las Bolas, su njihovi najpoznatiji spomenici.
Mixteci u južnom Meksiku (Oaxaca) su razvili svoju kulturu od 6. st. na koju je utjecala toltečka kultura. Vrhunac je doživjela oko 1000. g. što je vidljivo iz živopisne keramike, zlatnim predmetima, tirkiznim mozaicima, rezbarijama od kosti, brušenom poludragom kamenju i dr. Radovi u zlatu i poludragom kamenju su bili veličanstveni. Jasna odrednica njihovog rada bila je uporaba tirkiznog mozaika, npr. na Dvoglavoj zmiji.
- Mayanski Uxmal, Yucatan
- Mikstečka piramida u Monte Albanu, Oaxaca
- Kralj pije kakao, slika Mixteka iz Kodeksa Zouche-Nuttall, Nacionalni muzej, London
- Hram pernate zmije u Xochicalcou (Morelos, Meksiko)
- Toltečki El Tajín

Asteci, indijanski narod koji je u 14. st. sa sjevera prodro na Meksičku visoravan i na otoku usred jezera Texcoco sagradio svoju prijestolnicu Tenochtitlán (današnji grad México), od svojih susjeda su preuzeli staru kulturu čije su odlike slikovno pismo i piramidalni hramovi. Najveći spomenik Asteka je religijski kompleks u glavnom gradu Tenochtitlánu s Piramidom sunca koja podsjeća na pojednostavljenu verziju stepenaste piramide u ranoj Mezopotamskoj kulturi (zigurat). 
Asteci su vjerovali da prinošenjem ljudskih žrtava osiguravaju kretanje Sunca i stabilnost svemira. Uz poljodjelstvo (kukuruz, duhan, kakao, pamuk) imali su razvijen obrt (obrada bakra, bronce, zlata i srebra) i trgovinu; poznavali su slikovno pismo i kalendarski sustav.
Godine 1519. – 1521. pokorio ih je Hernan Cortés sa šačicom španjolskih konkvistadora. Većina spomenika uništena je 1521. godine tijekom opsade glavnog grada, tako da se zna kako su izgledali samo na temelju spisa i crteža. Izvan Tenochtitlana Asteci su izgradili ili dovršili hram Teopanzolco u današnjem Morelosu, hramove Huatuscou i Teayou u Veracruzu, piramidu u Tenayucai itd. Hram u Calixtlahuaci, na visoravni Toluce, ostao je gotovo netaknut i u njemu je otkrivena dojmljiva statua boga vjetra. U Malinalcou, u planinama koje na jugu okružuju visoravan Toluce, nalazi se hram u cijelosti uklesan u stijeni određen za kultove koji slave vitezove-orlove i vitezove-jaguare pošto je kripta u koju se dolazi kroz vrata u obliku zmijskih usta ukrašena orlovima i jaguarima isklesanima od iste stijene. U Oztomanu, na granici nekadašnjega Astečkog Carstva, može se još uvijek vidjeti ostatke utvrde i kule u kojima su astečki arhitekti znali rabiti pravi luk.
Najviše sačuvanih kipova i drugih astečkih rukotvorina čuva se u muzejima u Ciudad de Mexicu, Londonu i Parizu. U ožujku 1978. godine, za vrijeme otkapanja okoline jedne meksičke katedrale, otkriven je čudesni isklesani višebojni monolit koji predstavlja mjesečevu božicu Coyolxauhkui, sestru boga-sunca Uitzilopochtlia kojoj je njezin brat odsjekao glavu, ruke i noge. Pronađeno je također svetište Tlaloca ukrašeno prikazima vodozemaca, svetište Uitzilopochtlia i njegovoga techcatla (žrtvenog kamena), te više od 5 000 predmeta, maski, kipića i vaza spremljenih kao žrtveni prinosi u kamene sanduke. Znamenite su lubanje od kristala, mali kip Tezcaltipoce od jedne vrste žada i mali kip Xopoce koji se nalazi u muzeju u Stuttgartu. Nacionalni antropološki muzej u Ciudad de Mexicu čuva kamenu glavu viteza-orla (lice ratnika prikazano unutar kljuna grabežljivca). Od drvenih skulptura ističe se bubanj iz Malilnalcoa čiji iznimno fino klesani ukrasi prikazuju orlove i jaguare. Dio freske koja prikazuje scenu s bogom lovcem i ratnikom Mixcoatlom sačuvan je u Malinalcou. Codex Mendoza u kojem su na svakoj stranici nabrojeni gradovi jedne pokrajine i vrsta i količina namirnica koje mora dati kao porez, čuva se u Oxfordu. Ogrlicu od zlata koju je Montezuma II. darovao Cortesu krase 183 smaragda i 232 granata. Također je darovao dvije okrugle ploče promjera 2.1 cm, jednu zlatnu (Sunce) i jednu srebrnu (Mjesec). Londonski muzej čuva dva žrtvena noža s kremenom oštricom i drškom izrađenom od drveta i posve prekrivenom mozaikom od tirkiza i sedefa, dvoglavu zmiju od drveta i mozaik od tirkiza te dio drvene maske obložene tirkizom. Ceremonijalni štitovi čuvaju se u Beču (s prikazom vodenog čudovišta auitzotla) i Stuttgartu (s geometrijskim motivima), a ceremonijalni ogrtač od pamuka i papira ukrašen simbolima od perja u Berlinu. U zbirci Muzeja američkih domorodaca u New Yorku nalazi se zlatni kipić vladara Tizoca, jedan od veoma rijetkih zlatnih predmeta koji su preživjeli španjolsku pljačku. Danas na području Meksika živi još oko 750.000 potomaka Asteka, većinom kao poljodjelci i industrijski radnici.

## Južna Amerika
Nekoliko stotina godina prije osnivanja Inka carstva, andske civilizacije su se paralelno razvijale s Maya civilizacijom na sjeveru. Peruansko naselje Caral, najstarije pretkolumbovsko naselje južnoameričkih kultura, je pripadalo kulturi Norte Chico (9210. pr. Kr.-1800. pr. Kr.) koja je razvila i najstariju američku civilizaciju oko 3000. pr. Kr. do 1800.pr. Kr. Ovaj, danas tek arheološki lokalitet, pokriva površinu od preko 60 hektara i od 2600. – 2000. pr. Kr. u njemu je živjelo oko 3.000 stanovnika. Njegov plan, monumentalne građevine i palače elite svjedoče kako je Caral bio obredno središte snažne vjerske ideologije. Također, kipu (sustav čvorova koji su koristile andske civilizacije za zabilježavanje podataka) koji su pronađeni u Caralu svjedoče da je u njemu postojalo složeno i razvijeno društvo. Uz to, izostanak bilo kakvih nalaza oružja i osakaćenih tijela dovodi do zaključka kako se radilo o miroljubivoj kulturi utemeljenoj na trgovini i zabavi. U prilog tomu svjedoči i pronalazak 32 flaute od kostiju kondora i pelikana, te 37 truba od kostiju ljama i jelena.
Od 10. do 1. stoljeća pr. Kr. u Peruu je cvjetala veličanstvena civilizacija. Danas je poznata pod nazivom Chavín, prema važnom gradu Chavín de Huántaru u srednjem Peruu. Njezin je narod stvorio velike hramove, fine tkanine i vjersku umjetnost osebujnog stila. Oni su bili i prvi narod koji je ujedinio ravničarsko priobalno područje Perua s visokim planinskim Andama u zaleđu.
Njih nasljeđuje narod Mochica (200. pr. Kr. – 800.) koji je izgradio brojne piramide od opeka koje su služile kao hramovi, a neprekidno su obnavljane i korištene za ceremonije. Kulturi moche pripadaju i najbogatije kraljevske grobnice ikada otkrivene u Americi. U grobnicama u Sipanu su pronađeni ostatci Moche vladara zajedno s velikim brojem zlata i drugog nakita. Narod Mochica je također razvio i antropomorfnu lončariju koja je bila zapanjujuće realistična.
Nazca kultura je također cvala u regiji Nazca između 300. pr. Kr. i 800. god. Oni su zaslužni za slavne Nazca linije i impresivni sustav podzemnih akvedukta koji su i dan danas u funkciji u Peruu. U pampi, blizu akvedukta gdje se nalaze Nazca linije, nalazi se ceremonijalni grad Cahuachi (1. – 500. g.) s Inka vidikovcem koji je dodat nakon što su Inke osvojile ovo područje.
Chimú kultura (oko 850. – 1470.) je prethodila Inkama. Glavno središte bio je adobe grad Chan Chan, 480 kilometara sjeverno od Lime, s velikim gradskim vrtovima i zelenim parkovima u izrazito pustinjskom kraju navodnjavan kanalima i akveduktima. Grad je mogao imati oko 50 000 stanovnika. Narod Čimu poznat je po zlatarstvu (znali su taliti legure), a proizvodili su i lijepu tkaninu i kvalitetnu keramiku. Imali su dvostruke pa i peterostruke vrčeve, od kojih su neki prilikom točenja mogli ispuštati posebne zvukove, obično one životinje čiji su oblik imale.
Inke (Inka na kečuanskom znači: gospodin, knez, kralj) su, kao i Azteci, bili ratnici, a ne umjetnici. Inka država se 1430. g. rasprostirala od južne Kolumbije na sjeveru do sredine Čilea, obuhvativši 4000 km². Qhapaq Ñan (kečuanski jezik za „veliki put”) ili Put Inka (španjolski: Camino Inca) je bio najopsežniji i najnapredniji sustav komunikacije pretkolumbovske Amerike. Njihova najznačajnija djela su monumentalne utvrde, utvrde i hramovi koji su dominirali gradovima kao što su: Cusco, Suzeo, Ollantaytambo i Machu Picchu. Ovi spomenici vrijede najviše zbog originalnih trapezastih otvora, te načina gradnje koji pokazuje iznimnu vještinu oblikovanja i uklapanja kamenih blokova neobičnih oblika s nevjerojatnom preciznošću (s obzirom na to da nisu poznavali kotač). 
God. 1523. osvojio ju je španjolski konkvistador Francisco Pizarro, premda su se Inka očuvali u brdima. Najvažnija djela Inka umjetnosti su obojeni tekstilni predmeti i obojena keramika. Golemo umjetničko blago je propalo u doba španjolskog osvajanja.
Europski umjetnici i kolekcionari su se divili tehničkom savršenstvu predmeta koji su španjolski osvajači donijeli sa sobom, ali tek danas u njihovoj ljepoti vidimo umjetnička djela.
- Kružni trg prijestolnice Chavína iz oko 1200. pr. Kr. (Peru)
- Antropomorfna posuda naroda Mochica iz oko 100.-700. god.
- Ruševine Chan Chana, grada civilizacije Chimú, prethodnice Inka
- Inka tunika iz 1550. god.
- Jedinstvene zidine Cuscoa

## Sjeverna Amerika
Poverty Point je bila najstarija kultura sjevernoameričkih indijanaca  (ribo)lovaca-sakupljača koja je nastanjivala deltu Mississippija u sjeveroistočnoj Louisiani, na jugu današnjih Sjedinjenih Američkih Država. Ova kultura je dobila ime po najpoznatijem arheološkom lokalitetu koje datira iz oko 1730. pr. Kr. do 1350. pr. Kr. Zemljane strukture Poverty Pointa su se dograđivale i širile stoljećima, sve dok nalazište nije dobilo svoj konačni oblik oko 1000. pr. Kr. Često se naziva prvim gradom Sjeverne Amerike, iako je malo vjerojatno da je imao više od 2000 stanovnika, a njegova stambena ili ceremonijalna uloga nije zasigurno potvrđena. Ove nevjerojatne građevine od zemlje (kompleks od pet humaka, šest koncentričnih polueliptičnih grebenova odvojenih plitkim depresijama i središnji trg) nisu prevaziđene u Sjevernoj Americi najmanje 2000 godina.
Poverty Point kulturi su slične, i rijekom Ohio povezane, Adena (800. pr. Kr.-100.) i Hopewellska kultura (300. pr. Kr.-600.) u središnjem i južnom Ohaju koje se odlikuju jedinstvenim vještačkim zemljanim svetim humcima ogromnih razmjera (do 400 m). Najjljepši primjerci prapovijesne indijanske umjetnosti Sjeverne Amerike su njihove lule izrađene od siltita. Njih je naslijedila Fort Ancient kultura (1000. – 1750.), paralelna Misisipijskoj kulturi (9. – 16. st.), višeetničkoj kulturi pod jasnim utjecajem srednjoameričkih kultura (Asteci i Maya Indijanci). Glavna karakteristika misisipijske kulture su veća naselja i orijaški piramidalni zemljani tumuli, kao što je Cahokia Mounds, vjerski predmeti nastali čekićanjem bakra.
Ostatak Sjeverne Amerike nastanjivala su mnoga nomadska plemena „crvenih indijanaca“ koji nisu ostavili građevine zbog svog načina života. Iznimka su Hohokam (300. pr. Kr.-1400.) i Mogollon kultura (200. – 1450.) na krajnjem sjeveru Meksika i Pueblo indijanci (Chaco kultura, 850. – 1250.) koji su živjeli od Ohioa do Mississippija, a koji su imali stambenu i grobnu arhitekturu ogromnih razmjera, uglavnom od opeka adobea (npr. Paquimé (Meksiko), te višebojnu lončariju i antropomorfne terakota figure.
Jedina kiparska djela „crvenih indijanaca“ su totemi i maske sa životinjskim i ljudskim likovima. Danas možemo uživati u totemima gotovo netaknute kulture u sjeverozapadnoj obali Amerike (Oregon, Kanada i južna Aljaska).
- Obredna glinena lula Mississippijske kulture
- Ukrašena košulja nomadskog naroda Nez Perce iz sjevernoameričkog središnjeg bazena
- Chilkat prekrivač, Aljaska
- Inuitska skulptura od slaganog kamenja, tzv. "Inuksuk čovjek", Kanada

## Vanjske poveznice
| portal: likovna umjetnost | portal: likovna umjetnost |

- Pret-kolumbovska umjetnost i arhitektura.
- Anthropos galerija.
- Virtualna turneja pret-kolumbovskom umjetnošću.  Arhivirana inačica izvorne stranice od 27. lipnja 2008. (Wayback Machine)
- Arhivirana inačica izvorne stranice od 11. lipnja 2007. (Wayback Machine)